# Boomwondwortelvlieg
De boomwondwortelvlieg (Chyliza annulipes) is een vliegensoort uit de familie van de wortelvliegen (Psilidae). De wetenschappelijke naam van de soort is voor het eerst geldig gepubliceerd in 1835 door Macquart.